# Българска социологическа асоциация
Българска социологическа асоциация (БСА) е професионална организация с идеална цел, обединяваща индивидуални и колективни членове, които се занимават с изследователска и преподавателска дейност в областта на социологията.
БСА е член на Международната социологическа асоциация.

## История

### Българско научно-социологическо дружество
Първата професионална социологическа организация в България е Българското научно-социологическо дружество, създадено през 1932 г. в София. Неговите цели и задачи са да разработва научните проблеми на социологията, да разпространява социологическите знания, да организира научни заседания, срещи, сказки, публични обсъждания и др. Негови основатели и членове са Кирил Григоров, Сава Гановски, Евгени Каменов, Иван Кинкел, Тодор Павлов, Никола Сакаров, Тодор Самодумов. Дружеството е закрито през 1939 г., но организира сбирки за членовете си до 1946 г. Тогава се саморазпуска.

### Българска социологическа асоциация
През 1959 г. се учредява Социологическо дружество, което същата година е прието за член на Международната социологическа асоциация. През април 1969 г. Социологическото дружество е преобразувано в Българска социологическа асоциация, която функционира като такава. На 17 – 19 ноември 1969 г. в Големия салон на БАН се провежда Първият учредителен конгрес на новата асоциация. На него се приема Устав на БСА, а за първи председател на асоциацията е избран проф. Живко Ошавков, един от основателите на съвременната социологическа наука в България и директор на Института по социология при БАН. Доказателство за международното признание на БСА става факта, че през 1970 г. тя става организатор на Седмия световен конгрес по социология, който се провежда в град Варна от 14 до 19 септември 1970 г. В конгреса участват над 3200 социолози от 14 страни.
На 6 юли 2001 г. на проведеното Общо събрание е приет нов Устав на БСА, а на Общото събрание на 11 май 2004 г. се приема и „Етичен кодекс на БСА“. Те стават основните нормативни документи, около които се гради дейността на асоциацията.

### Председатели на БСА
- проф. дфн Живко Ошавков (1969 – 1982);
- акад. проф. Нико Яхиел (1982 – 1988);
- Янчо Георгиев (1988 – 1990);
- Живко Георгиев (1990 – 1991);
- проф. Петър-Емил Митев (1991 – 1995);
- проф. Иван Стефанов (1995 – 1997);
- проф. Петър-Емил Митев (1997 – 1999);
- проф. Иван Чалъков (1999 – 2003);
- проф. дсн Пепка Бояджиева (2003 – 2006);
- проф. дфн Георги Фотев (2006 – 2009);
- проф. дсн Светла Колева (2009 – 2012);
- проф. дсн Михаил Мирчев (2012 – 2014);
- проф. Петя Кабакчиева (2014 – 2017);
- проф. Георги Петрунов (2017 – 2018);
- Проф. дсн Румяна Стоилова (2018 – )

## Сътрудничество
Българската социологическа асоциация издава съвместно с Института за изследване на обществата и знанието при БАН сп. „Социологически проблеми“ – единственото специализирано академично списание в областта на социологията в България.
Българската социологическа асоциация организира конкурси за най-добра публикация на млад социолог в България.
В организирането на своите мероприятия БСА си сътрудничи тясно с университетските катедри по социология в Софийски университет, Пловдивски университет „Паисий Хилендарски“, Югозападен университет „Неофит Рилски“ и Университет за национално и световно стопанство, както и със студентските клубове към тези катедри и Асоциацията на студентите по социология.